# Ferreirim (Sernancelhe)
Ferreirim is een plaats (freguesia) in de Portugese gemeente Sernancelhe en telt 562 inwoners (2001).